# Dampfheizung (Eisenbahn)

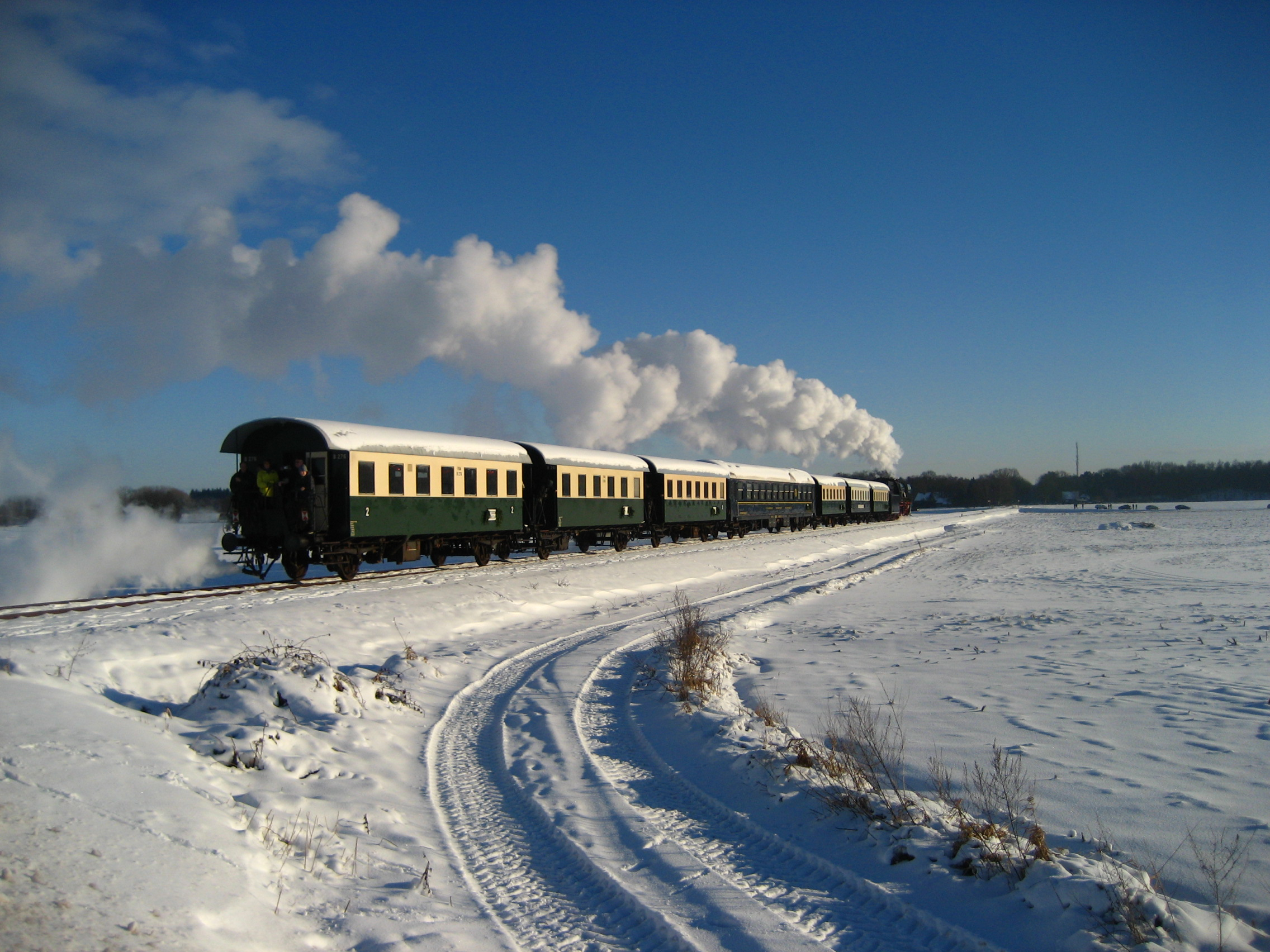
Dampfbeheizter Eisenbahnzug

Die Dampfheizung diente zum Beheizen von Personenzügen der Eisenbahn in der kalten Jahreszeit. Der Dampf wurde aus den Kesseln von Dampflokomotiven entnommen oder in einem separaten Heizkessel erzeugt der sich entweder direkt auf einer Lokomotive oder in einem mitgeführten Heizwagen befand. Zum Vorheizen von abgestellten Wagen wurden stationäre Dampferzeuger verwendet, ausgediente Dampflokomotiven wurden als selbstfahrende, fahrbare oder stationäre Heizlokomotiven weiterverwendet. Der Druck in der Hauptdampfleitung wurde durch Sicherheitsventile begrenzt, typisch war ein Maximaldruck von 5 bar. Bei der Entnahme des Dampfs aus Kesseln von Dampflokomotiven wurden Druckminderer verwendet; im Betrieb wurde der Druck an den Wärmebedarf des Zugs angepasst. Dampfheizungen wurden ab ca. 1880 verwendet. Nach dem Ende der Dampftraktion verschwanden bald auch die Dampfheizungen aus dem regulären Eisenbahnbetrieb.

## Geschichte

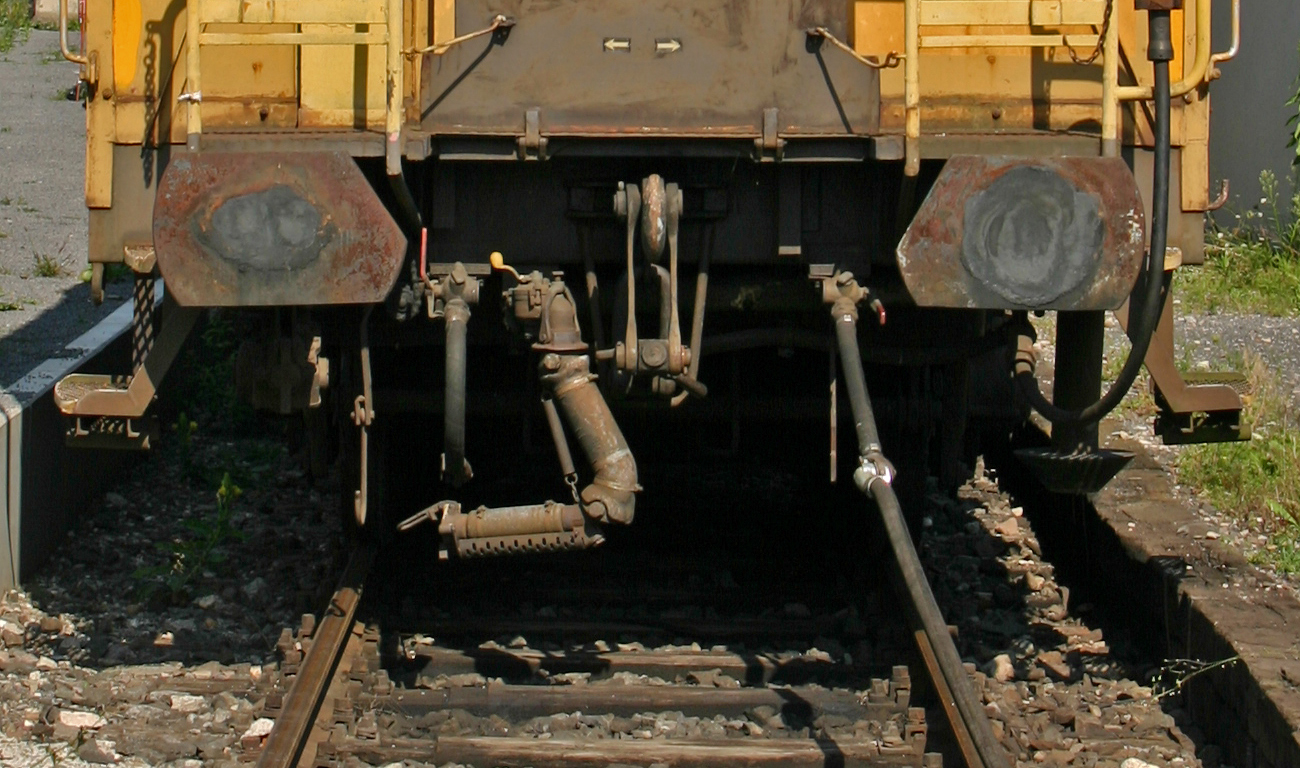
Dampfheizungskupplung (mittig) an einem ehemaligen Bahndienstwagen, 2014

Vor der Einführung der Dampfheizung wurden zur Beheizung von Reisezugwagen Wärmespeicher, Behälter mit langsam abbrennender Presskohle, Einzelöfen oder Warmwasserheizungen verwendet. In der zweiten Hälfte des 19. Jahrhunderts begann man, den Dampf der Lokomotive zur Beheizung der Wagen zu nutzen. In zusammenhängenden Eisenbahnnetzen wurde es notwendig, international einheitliche Systeme festzulegen, um einen grenzüberschreitenden Einsatz der Wagen zu ermöglichen. Mit dem Beginn der elektrischen Traktion wurden Wagen oft mit Dampf- und Elektroheizung ausgestattet. Für Wagen ohne Elektroheizung hinter Elektrolokomotiven wurden häufig Heizkesselwagen verwendet, nur selten waren Elektrolokomotiven mit Heizkesseln ausgestattet. Im Gegensatz dazu wurden Diesellokomotiven häufig mit Heizdampfkesseln ausgestattet, ab 1960 setzten sich bei Diesellokomotiven Heizstromgeneratoren gegen den Einbau von Dampferzeugern durch. Heute sind Dampfheizungen praktisch nur noch bei Museumszügen in Verwendung.

## Hochdruck- und Niederdruckdampfheizung
Unterschieden wird zwischen Hochdruck- und Niederdruckheizung. Bei der Hochdruckdampfheizung ist die Hauptdampfleitung in das Wageninnere verlegt. Die Temperaturregelung ist durch den Eingangsdruck des Heizkessels oder mit Hilfe von abschirmenden Klappen möglich. Die Niederdruckdampfheizung verfügt über einen Dampfeinlassregler, der den Heizkörpern im Wageninneren ein Dampf/Luftgemisch zuführt. Der Dampfeinlassregler dient außerdem dazu, das entstehende Kondensat abzuführen. Die Regelung erfolgt bei den Niederdruckdampfheizungen über ein Stellventil im Fahrgastraum, außerdem kann ein Thermostat die Höchsttemperatur begrenzen. Die Bauart der Heizung ist am Langträger der Personenwagen in Form von Abkürzungen angeschrieben. Es bedeuten:
- Hhz 00– Hochdruckdampfheizung
- Hhzk 0– Hochdruckdampfheizung mit verstellbaren Klappen
- Lhz 0– Luftheizung
- Nhz 00– Niederdruckdampfheizung
- Nhhz 0– Vereinigte Niederdruck- und Hochdruckdampfheizung
- Nuhz 0– Niederdruck-Umlaufdampfheizung
- Nuhzs 0– Niederdruck-Umlaufdampfheizung (selbstregelnd mit Hilfsenergie, 24 V)
- Nkohz – Niederdruck-Kondensatheizung

Die Dampfheizung war bei Innentemperatur der Reisezugwagen unter 18 °C, sowie während der international festgelegten Hauptheizzeit vom 1. September bis zum 15. Juni in Betrieb zu nehmen (bei der DR lag der Grenzwert zeitweise bei 15 °C, gemäß Dienstvorschrift 926).

## Klimaanlagen
In den Vereinigten Staaten von Amerika wurden bereits in den 1930er im Reisezugverkehr klimatisierte Wagen eingesetzt. Zu Zeiten des Dampfbetriebs wurde der „Heizdampf“ auch zum Betrieb der Kühlanlagen verwendet die nach dem Prinzip der Dampfstrahlkälteanlagen funktionierten.

## Heizkesseltypen
Bei den Diesellokomotiven der Deutschen Bundesbahn und der Deutschen Reichsbahn kamen als Kesseltypen Abgaskessel mit Zusatzbrenner, Rauchrohrkessel sowie Zwangsdurchlaufkessel zur Anwendung. Im Einzelnen waren dies:
- bei den DB Baureihen 211/212/213 Zwangsdurchlaufkessel der Bauart Vapor-Heating Typ Ok 4610
- bei den Baureihen DB 215/DB 216/221/DB 230 Zwangsdurchlaufkessel der Bauart Vapor-Heating Typ Ok 4616
- bei der DB V200.0 Rauchrohrkessel der Firma MAN mit Körting-Ölfeuerung
- bei der Lokomotive DB 232 001 (ex V320 001) Zwangsdurchlaufkessel Vapor-Heating Typ Ok 4625
- bei der DB 265 Abgaskessel mit Zusatzbrenner
- bei den Baureihen DR V100 (später 202) und DR V180 (später 228) Rauchröhrenkessel der Bauart Köthen

Neben der Versorgung der Zugheizung war mit diesen Kesseln außerdem die Erwärmung des Motorkühlwassers, sowie die Erwärmung des Speisewassers möglich. Das Kühlwasser wird vorgewärmt um einen Kaltstart des Dieselmotors zu vermeiden. Zur Vermeidung der Bildung von Kesselstein wird dem Speisewasser des Kessels sogenanntes Aufbereitungsmittel zugesetzt. Die Dosierung erfolgt nach einem Dosierungsnachweis.
Zum Warmhalten des Motors während der kalten Jahreszeit, sowie zum Vorwärmen des Kühlwassers des Motors verfügen die oben aufgeführten Lokomotiven über einen sogenannten Dreikreiswärmetauscher. In ihm liegen die Leitungen der Kreisläufe Motorkühlwasser, Speisewasser und Dampf direkt nebeneinander und geben ihre Wärme gegenseitig ab. Durch diese technische Einrichtung wird ein Warmhaltebetrieb der Lokomotive ermöglicht, da die drei Kreisläufe ihre Wärme so lange aneinander abgeben, bis die Temperaturen im Gleichgewicht sind.

## Energieeffizienz
Theoretisch bringt die Dampfheizung einen Vorteil, da bei Lokomotiven mit Verbrennungsmotoren Energie unmittelbar aus der Motorenkühlung entnommen werden kann. Die notwendigen Drücke und Temperaturen um 160 °C sind jedoch mit den Kühlsystemen der Dieselmotoren nicht kompatibel, so dass Wärmepumpen oder ein zusätzlicher Brenner benötigt werden.
Weiterhin muss regelungstechnisch bedingt immer ein gewisser „Leistungsüberschuss“ vorgehalten werden, der zumindest teilweise über die Leitungen als Wärmeverlust verloren geht.
Nicht zuletzt gelingt es in der Praxis nur sehr selten, sämtliche Verbindungen völlig abzudichten; das Ergebnis ist ein ständiger Verlust von Dampf, unabhängig von der abgerufenen Heizleistung.
Die elektrische Heizung per Zugsammelschiene ist zwar theoretisch – bei Diesellokomotiven – weniger effizient, jedoch wird hier nur die tatsächlich „verheizte“ Energie eingespeist. Bei Elektrolokomotiven ändert sich die Bilanz noch mehr zugunsten der Elektroheizung.

## Unfallgefahren
Die Dampftemperatur beträgt bei den Dampfheizungen der Schienenfahrzeuge bis zu 160 °C. Dampf dieser Temperatur kann zu schmerzhaften Verbrühungen führen.
Nach dem Schließen der Absperrhähne der Dampfheizkupplungen befindet sich in diesen noch der volle Heizdampfdruck von bis zu 4,5 bar. Dampfheizkupplungen dürfen nur in drucklosem Zustand getrennt werden. Erreicht wird dies durch rechtzeitiges Schließen der Dampfzufuhr vom Triebfahrzeug. Des Weiteren ist vor dem Trennen die Verbindung der Kupplungen vorsichtig zu öffnen. Danach sind die Kupplungen in der Form wegzudrücken, dass zwischen ihnen ein Spalt entsteht, durch den eventuell vorhandener Restdruck entweichen kann. Arbeiten oder Inbetriebnahmen dürfen nur von unterwiesenem Personal durchgeführt werden. Die Heizkessel unterliegen den Vorschriften für Landdampfkessel.